# Ernst Roselius
Ernst Roselius (* 2. Juli 1904 in Bremen; † 3. März 1941 in Bad Rothenfelde) war ein deutscher Kommunikationswissenschaftler und Autor. Er verfasste 1935 das erste praxisbezogene deutsche Lehrbuch für angehende Kommunikationswissenschaftler.

## Biografie

### Familie
Roselius wurde als Sohn von Luise Grote, einer Tochter des Hannoveraner Kaffeeimporteurs Ernst Grote, und von Friedrich Roselius geboren.
Sein Vater und sein Onkel Ludwig Roselius, der mit einer anderen Grote-Tochter verheiratet war, hatten zwei Jahre vor seiner Geburt das Kaffeeimport-Handelshaus Roselius & Co. ihres Vaters übernommen. Weltbekannt wurde das Unternehmen 1906, als sein Onkel ein Verfahren zur Herstellung koffeinfreien Kaffees erfand und patentieren ließ. Das daraus entstehende Produkt wurde gleichzeitig zur Marke Kaffee HAG (Kaffee Handels-Aktiengesellschaft).
Roselius war künstlerisch begabt und wollte gern Kunstmaler werden. Kaufmännische Aufgaben und Tätigkeiten hingegen lagen ihm nach Angaben seiner Ehefrau Cäcilie nicht. Der Familientradition entsprechend, war jedoch auch für ihn vorgesehen, in das Unternehmen einzusteigen und dort Führungsverantwortung zu übernehmen.

### Ausbildung und wissenschaftliche Arbeit

#### Abbruch
Ab dem Sommersemester 1924, im Alter von 19 Jahren, nahm er ein Studium der Rechts- und Staatswissenschaften an der Hamburgischen Universität auf und führte es an der Ludwig-Maximilians-Universität in München fort. Dann jedoch wechselte er in den Fachbereich Volkswirtschaft und studierte ab dem Wintersemester 1925/26 an der Christian-Albrechts-Universität in Kiel, im Jahr darauf dann an der Albert-Ludwigs-Universität in Freiburg. Nach dem Wintersemester 1926/27 brach der 22-jährige sein Studium ab. Seine Bemühungen, sich dem unternehmerischen Ansatz seiner Familie auf diesen Wegen anzunähern, musste er als gescheitert betrachten.

#### Neuorientierung
Im Jahr 1927 nahm ihn sein Vater Friedrich Roselius zu Geschäftsreisen nach Südamerika mit, um ihn dort mit wesentlichen Grundlagen des Geschäfts eines Kaffeeimporteurs vertraut zu machen.
Während eines Aufenthalts in den Vereinigten Staaten erhielt Ernst Roselius dann offenbar die benötigten Impulse für seine weitere Ausbildung, von der auch das Familienunternehmen in Bremen profitieren sollte.
Er arbeitete dort für die große Werbeagentur Young & Rubicam und sammelte praktische Erfahrungen, die er durch entsprechende Folgetätigkeiten in der Schweiz und in Italien auf eine breitere Basis stellte. Dabei baute er wichtige Kontakte auf, die ihm später dazu verhalfen, aktuelle US-Veröffentlichungen in seine Recherche und Forschung einbeziehen zu können.

#### Neues Studium
Zum Sommersemester 1933, mittlerweile 28-jährig, nahm Ernst Roselius erneut ein Studium auf. Er hatte sich zwischenzeitlich orientiert und für das Deutsche Institut für Zeitungskunde in Berlin bei Emil Dovifat entschieden. Dovifat vertrat zu dieser Zeit die Öffnung der Zeitungskunde zur weiter gefassten Publizistik und behandelte beispielsweise die auf Untersuchungen in den USA basierende Psychologie des Ablaufes der Meinungsbildung und der dies berücksichtigenden Werbetechnik. Deren Ergebnisse wurden sowohl auf mündliche Präsentationsformen, auf Printprodukte, aber auch schon auf Radio und Film angewandt.
Zum Wintersemester 1933/34 wechselte Roselius an die Ludwig-Maximilians-Universität München, um bei Karl d’Ester zum Thema Qualitätsprobleme des Nachrichtenblattes zu promovieren. Bei diesem Thema blieb es jedoch nicht; stattdessen untersuchte er in seiner Dissertation Die amerikanische Hochschulzeitung – Erziehung zum Gemeinschaftsgeist.
An der von der 1933/34 neu gegründeten Fachschaft Zentralwissenschaftliche Vereinigung München im Juni 1934 herausgegebenen Erstausgabe der Fachschaftszeitschrift Münchner Merkur arbeitete Ernst Roselius unter Schriftleiter Paul Orth mit und schrieb darin den aus heutiger Sicht politisch fragwürdigen Artikel Unser Symbol.
Im Wintersemester 1934/35 leitete er die so bezeichnete Journalistische Arbeitsgemeinschaft innerhalb der Fachschaft. Dort referierte er zur journalistischen Berichterstattung, zur Führung von Interviews, zur journalistischen Kritik und zum journalistischen Stil, ließ aber auch deutlich erkennen, dass sich sein eigenes Verständnis von einer prozessorientierten Kommunikation signifikant von den damals vorherrschenden Ansätzen der Zeitungswissenschaft unterschied.
Diese Vorträge arbeitete er später zur Veröffentlichung um. Sie erschienen im Oktober 1935 unter dem Titel Journalistisches Praktikum in der von Karl d’Ester herausgegebenen Schriftenreihe Zeitung und Leben als deren 26. Band. In dem Buch behandelt Roselius den Aufbau von Nachricht und Meinung sowie deren Abgrenzung und Trennung voneinander, den journalistischen Stil, die Formulierung von Schlagzeilen, das Feuilleton und das Interview.
Das sechs Kapitel umfassende Buch weist eine Besonderheit auf: Es fehlt ein Kapitel zum Presserecht. Kapitel 4, das dafür möglicherweise vorgesehen war, wird in der Zählung ausgelassen. Auch dadurch fehlt dem Werk jeglicher inhaltliche Bezug zum Nationalsozialismus (siehe auch: Schriftleitergesetz).
Dieses Werk geriet zum ersten praxisbezogenen deutschen Lehrbuch für zeitungswissenschaftlich Studierende, da dem bereits 1902 erschienenen Vorläufer Handbuch der Journalistik von Richard Wrede die Praxisorientierung fehlte. Wrede wollte stattdessen ein theoretisches Lehrbuch zur Presse- und Journalismuskunde verfassen, dessen Zielsetzung es war, der Journalistik zum Rang einer Wissenschaft zu verhelfen.
Für seine Dissertation bildete Roselius eine Stichprobe nach einem Quotenverfahren und entwickelte dazu eine Umfrage, die er nebst erläuterndem Begleitschreiben und Rückporto an 150 Periodika von Schulen und Hochschulen adressierte. Der Rücklauf übertraf seine Erwartungen, so dass er fundierte Ergebnisse in seine Arbeit einfließen lassen konnte.

#### Dissertation
Am 12. Juni 1935 reichte er seine fertige Dissertation bei der Philosophischen Fakultät der Universität München ein. Gutachter waren Karl d’Ester und Aloys Fischer, die der Arbeit das Prädikat „valde laudabilis“ („sehr gut“) bescheinigten und seinem Examen Rigorosum („strenge Prüfung“) am 28. Juni 1935 ebenfalls ein glänzendes Ergebnis zubilligten.
Roselius’ Dissertation wurde im Juni 1936 als dritter Band der von Karl d’Ester und dem in Leipzig tätigen Zeitungswissenschaftler Hans Amandus Münster (1901–1963) herausgegebenen Schriftenreihe Wesen und Wirkungen der Publizistik unter dem populärer klingenden Titel Amerikanische Jugend schreibt Zeitungen veröffentlicht.
Im Journalism Quarterly, der seinerzeit bedeutendsten journalistischen US-Fachzeitschrift, wurde Roselius’ Werk von Eric W. Allen, Professor für Journalismus an der University of Oregon, als herausragend gelobt. Es beschreibe die Charakteristik der öffentlichen Meinung treffend und analysiere das öffentliche Denken in den USA korrekt. Er empfahl daher, es in die englische Sprache zu übersetzen. Allen hatte im Sommer 1936 Deutschland und das Münchner Institut für Zeitungswissenschaft besucht und dabei auch Roselius kennengelernt.
Demgegenüber fiel die deutsche Rezeption der Dissertation durch Karl Bömer in der Zeitschrift Zeitungswissenschaft eher belanglos aus. Roselius reagierte darauf mit einer Replik. Das von Roselius thematisierte journalistische Praktikum wurde in der Fachzeitschrift gar nicht diskutiert.
Roselius war mit seiner Dissertation genau auf der Höhe der in den 1930er Jahren in den USA stark vorangetriebenen Forschung der Kommunikationswissenschaft, bei der es um die Prozesse der Meinungsbildung und der Propaganda sowie um deren Auswirkungen ging. In Deutschland stand die Thematik durch die NS-Propaganda zwar ebenfalls auf der Tagesordnung, sollte aber öffentlich weniger diskutiert werden, weil sich das Reichsministerium für Volksaufklärung und Propaganda (RMVP) nicht im Detail in die Karten schauen lassen wollte. Gleichwohl betonte Joseph Goebbels den Wert der Propaganda wiederholt ganz öffentlich.

#### Habilitation
Auf dieser Basis bereitete Roselius seine Habilitation zum Thema Öffentliche Meinung und Propaganda – Theorie und Technik der Massenlenkung in den Vereinigten Staaten von Amerika vor. Gleichzeitig war er als Referent am Institut für Zeitungswissenschaft der Münchner Universität tätig. Er war damit der erste deutsche Kommunikationswissenschaftler, der die beginnende Kommunikationsforschung in den USA mit den sozialwissenschaftlichen Ansätzen der deutsche Zeitungswissenschaft zu verbinden suchte. Soziologie, Sozialpsychologie und Kommunikationswissenschaft waren demzufolge die damals entstehenden bzw. wachsenden Disziplinen, mit denen er sich auseinanderzusetzen und in deren Kriterien er zu denken hatte. Er bezog sich dabei auf die Stereotypenlehre von Walter Lippmann oder die grundlegenden sozialpsychologischen Überlegungen von Hugo Münsterberg.
Roselius’ Forschung befand sich in einem Spannungsfeld. Prozesse der Meinungsbildung einer Gesellschaft einerseits und andererseits die vermittelnde Funktion einer Zeitung bzw. eines Mediums zwischen verschiedenen Interessen und -gruppen und die daraus entstehenden Anforderungen an den journalistischen Beruf waren nicht nur interdisziplinär, sondern auch grundsätzlich pluralistisch. Dies aber entsprach nicht dem Interesse, das die Zeitungswissenschaft im Dritten Reich entwickeln sollte und durfte.
Aus seinen Befragungen von Studenten über deren Motive für Medienrezeption ermittelte er die Funktion der Zeitung: „den Menschen in Beziehung zur Umwelt zu setzen durch Erleben der Gegenwart und Erwerben von Kenntnissen, die es ihm ermöglichen, selbst Stellung zu nehmen“.
Karl d’Ester schrieb Mitte Juni 1936 dem Dekan der Philosophischen Fakultät, er wolle Roselius die Leitung der Auslandsabteilung des Münchner Instituts übertragen.
Im Mai 1938 beantragte Roselius seine Aufnahme in die Reichsschrifttumskammer. Der Antrag wurde mit der Begründung abschlägig beschieden, dass er weder hauptberuflich als Schriftsteller tätig sei, noch die Bedeutung seines schriftstellerischen Schaffens so groß sei, dass dieses eine Mitgliedschaft rechtfertigen würde. Er sei dennoch in keiner Weise in der Ausübung seiner schriftstellerischen Tätigkeit beschränkt.
Im Herbst 1938 zog Ernst Roselius zusammen mit seiner Ehefrau Cäcilie zurück nach Bremen, um dort auf Wunsch seines Onkels Ludwig Roselius die Werbeabteilung von Kaffee HAG zu übernehmen.
Im Mai 1939 beendete er seine Abhandlung zur Geschichte der Typographie. An seiner Habilitationsschrift arbeitete er daneben weiter und schloss diese vermutlich im Sommer 1939 ab. Sie findet sich im Nachlass von Emil Dovifat, von diesem bearbeitet und mit Anmerkungen versehen, wobei jedoch unklar ist, welche Funktion Dovifat bei der Begutachtung der Habilitationsschrift übernehmen sollte, sei es als Doktorvater oder externer Gutachter.
Dann jedoch wurde Roselius im Alter von 35 Jahren überraschend zur Wehrmacht eingezogen und kam in das nach dem deutschen Überfall besetzte Polen. Ab Jahresbeginn 1940 schrieb er dort als freier Mitarbeiter für die Lodscher, ab Mitte April 1940 Litzmannstädter Zeitung, die vor dem Krieg als Freie Presse ein Blatt der deutschen Minderheitsbevölkerung in dem durch die Textilindustrie geprägten Łódź gewesen war.
Anfang Juli 1940 beantragte Roselius die Mitgliedschaft in der NSDAP. Es ist davon auszugehen, dass er diesen Schritt im Hinblick auf seine Habilitation unternahm, denn die Partei war vor der Eröffnung eines Habilitationsverfahrens mit der politischen Vorprüfung und Beurteilung eines Bewerbers befasst.
Der Einsatz in der Wehrmacht sollte nur ein Intermezzo darstellen. Karl d’Ester zufolge soll Walther Heide, der Präsident des Deutschen Zeitungswissenschaftlichen Verbandes und gleichzeitig Leiter des zum RMVP gehörenden Auslandspressebüros in Berlin, eine führende Stellung für Roselius angedacht haben.
Während eines Heimaturlaubs musste sich Roselius in Bad Rothenfelde an der Galle operieren lassen. An den Folgen dieser Operation starb er im Alter von nur 37 Jahren.

## Werke
- Eine Fahrt ins Sonnenland Brasilien. Überreicht durch Norddeutscher Lloyd, Bremen, Angelsachsen-Verlag, Bremen 1927.
- Der König reist. Tagebuch von der Südamerikafahrt des Zaren Ferdinand von Bulgarien, Dezember 1927 bis April 1928. Drei Masken Verlag, München 1929.
- Emil Dovifat und Karl d’Ester (Hrsg.): Journalistisches Praktikum. Selbstverlag des ZVM, München 1935.
- Unser Symbol. In: Münchner Merkur, 1. Jg. (1934), Nr. 1, S. 10.
- Die amerikanische Hochschulzeitung – Erziehung zum Gemeinschaftsgeist. Phil. Diss. Universität München 14. Juni 1935.
- Deutsche Verkehrswerbung in Amerika. In: Die Anzeige. Zeitschrift für das gesamte Anzeigenwesen. 12. Jg. (1936), 2, Februar 1936, Storch-Verlag, Reutlingen/Stuttgart 1936.
- Amerikanische Jugend schreibt Zeitungen. Mittel der Erziehung zum Gemeinschaftsgeist in den Vereinigten Staaten. Universitätsverlag Robert Noske, Leipzig 1936 (entspricht bis auf den Titel Phil. Diss.).
- Publizistik auf amerikanischen Hochschulen. In: Zeitungswissenschaft, 12. Jg. (1937), Nr. 4, S. 251–254.
- Die Druckschrift unter dem Einfluß der Technik. VDI-Verlag, Berlin 1939.
- Öffentliche Meinung und Propaganda. Theorie und Technik der Massenlenkung in den Vereinigten Staaten von Amerika. Habilitationsschrift. 1939.